# Cincovillas
Cincovillas település Spanyolországban, Guadalajara tartományban. Cincovillas Alcolea de las Peñas, Sigüenza, Riofrío del Llano és Atienza községekkel határos. Lakosainak száma 19 fő (2024).

## Népesség
A település népessége az utóbbi években az alábbiak szerint változott:
| Lakosok száma | 42   | 39   | 33   | 28   | 25   | 23   | 22   | 22   | 20   | 19   |
|               | 2001 | 2004 | 2006 | 2009 | 2011 | 2014 | 2016 | 2019 | 2021 | 2024 |